# محمد اليعقوبي (لاعب كرة قدم)
محمد اليعقوبي (من مواليد 12 سبتمبر 1977-)، لاعب كرة قدم مغربي يلعب في نوادي إسبانيا، يلعب حاليا مع جيرونا الإسباني لكرة القدم انتقل إليه قادما من نادي ريال سوسيداد.

## روابط خارجية
- محمد اليعقوبي على موقع الاتحاد الدولي (مؤرشف)  (الإنجليزية)
- محمد اليعقوبي على موقع قاعدة بيانات كرة القدم.إي يو (الإنجليزية)
- محمد اليعقوبي على موقع بيانات كرة القدم. دي إي (الألمانية)
- محمد اليعقوبي على موقع ناشيونال فوتبول تيمز (الإنجليزية)
- محمد اليعقوبي على موقع Soccerway.com (الإنجليزية)
- محمد اليعقوبي على موقع عالم كرة القدم.نت (الإنجليزية)